# Lambs Grove (Iowa)
Lambs Grove es una ciudad ubicada en el condado de Jasper en el estado estadounidense de Iowa. En el Censo de 2010 tenía una población de 172 habitantes y una densidad poblacional de 651,07 personas por km².

## Geografía
Lambs Grove se encuentra ubicada en las coordenadas 41°42′3″N 93°4′46″O / 41.70083, -93.07944. Según la Oficina del Censo de los Estados Unidos, Lambs Grove tiene una superficie total de 0.26 km², de la cual 0.26 km² corresponden a tierra firme y (0%) 0 km² es agua.

## Demografía
Según el censo de 2010, había 172 personas residiendo en Lambs Grove. La densidad de población era de 651,07 hab./km². De los 172 habitantes, Lambs Grove estaba compuesto por el 95.93% blancos, el 0% eran afroamericanos, el 0% eran amerindios, el 0% eran asiáticos, el 0% eran isleños del Pacífico, el 2.91% eran de otras razas y el 1.16% pertenecían a dos o más razas. Del total de la población el 2.91% eran hispanos o latinos de cualquier raza.